# 16 Pułk Piechoty (Imperium Rosyjskie)
16 Ładoski pułk piechoty (ros. 16-й пехотный Ладожский полк) – pułk piechoty okresu Imperium Rosyjskiego.

## Charakterystyka
Sformowany 29 czerwca 1708 za panowania cara Piotra I Wielkiego, rozformowany w 1918. Nosił nazwy: Ładoski pp (1811–1833), Ładoski pjegr (1833–1856).
Pułk wziął udział w działaniach zbrojnych epoki napoleońskiej, a także w działaniach zbrojnych okresu I wojny światowej.

 W przededniu I wojny światowej pułk etatowo posiadał cztery bataliony po cztery kompanie oraz kompanię tyłową. Kompania piechoty czasu wojny liczyła około 240 żołnierzy i 4–5 oficerów. Na szczeblu pułku występował także pododdział karabinów maszynowych (8 km), łączności (w tym 14 konnych gońców i 21 telefonistów) i zwiadowczy (64 zwiadowców, w tym 4 kolarzy). W sumie pułk liczył około 4000 żołnierzy.

## Przyporządkowanie
Lipiec 1914:
- 6 Korpus Armijny – Łomża
  - 4 Dywizja Piechoty – Łomża
    - 2 Brygada Piechoty – Zambrów
      - 16 Ładoski pułk piechoty – Zambrów[7].